# Valo Latino

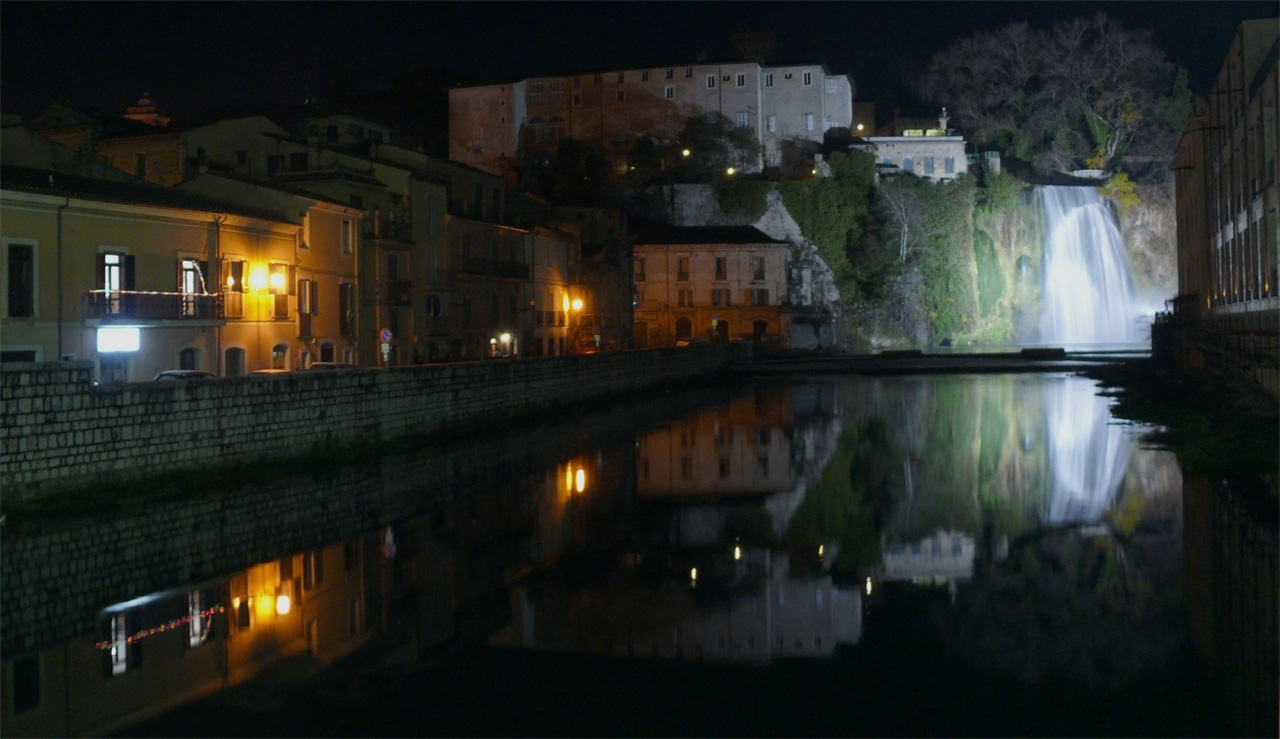
Isola del Liri, Vale Latino

O Vale Latino (Valle Latina) é uma região geográfica e histórica italiana que se estende do sul de Roma a Cassino, correspondente à área oriental do antigo Latium Romano. As principais cidades do vale são Frosinone, Cassino, Sora, Anagni, Alatri.